# محوطه چاه حاج ابراهیم
محوطه چاه حاج ابراهیم مربوط به هزاره سوم قبل از میلاد است و در شهرستان سراوان، بخش مرکزی دهستان ناهوک، ۷ کیلومتری غرب روستای سینوکان واقع شده و این اثر در تاریخ ۱۲ دی ۱۳۸۶ با شمارهٔ ثبت ۲۰۳۶۳ به‌عنوان یکی از آثار ملی ایران به ثبت رسیده است.